# راما قویدل
راما قویدل (زادهٔ ۲ فروردین ۱۳۵۵) کارگردان، تدوین‌گر و فیلم‌نامه‌نویس اهل ایران است.

## زندگی هنری
راما قویدل ۲ فروردین سال ۱۳۵۵ در تهران متولد شد. وی فعالیت سینمایی خود را با کار دوبله از سال ۱۳۶۷ آغاز کرد و سپس دستیاری کارگردان و دستیاری تدوین و تدوین را تجربه نمود. وی در عرصه سینمایی در تهیه فیلم‌های شب‌های روشن (۱۳۸۱)، پسران مهتاب (ارتشی در تاریکی) (۱۳۸۱)، من، ترانه ۱۵ سال دارم (۱۳۸۰)، مونس (۱۳۷۹)، سربلند، تنگنا، قانون (۱۳۷۴)، بی‌قرار (۱۳۷۳)، همکاری داشته‌ است. او نخستین فیلم تلویزیونی خود را در سال ۱۳۸۶ ساخت. قویدل همچنین در سال ۱۳۹۳، نخستین فیلم سینمایی خود را با عنوان چاقی کارگردانی کرد.

## زندگی شخصی
راما قویدل فرزند امیر قویدل کارگردان و فیلم‌نامه‌نویس سینمای ایران است. وی همسر مهسا کرامتی، بازیگر سینما و تلویزیون است.

## گزیدهٔ آثار

### سینما
- سربلند (۱۳۸۵ تدوین)
- چاقی (۱۳۹۳)
- راه نجات (۱۳۹۱)

### تلویزیونی
- بی‌نشان (مجموعه تلوزیونی) (۱۴۰۱)
- عملیات ۱۲۵ (۱۳۸۷، همکاری مشترک با بهروز افخمی)
- در همین نزدیکی (۱۳۸۷)
- شب می گذرد (۱۳۸۷)
- شاید برای شما هم اتفاق بیفتد
- گم‌شده (۱۳۸۹)
- یک لحظه دیرتر (۱۳۸۹)[۱]
- یکی از همین روزها (۱۳۸۶)
- سکوت خدا (۱۳۸۷)
- دولت مخفی (۱۳۹۲، همکاری مشترک با عبدالحسن برزیده)
- بیم موج (۱۳۸۷)
- دوباره بهار (۱۳۸۸)
- رؤیای گنجشک‌ها (۱۳۹۱)
- روح اله (۱۳۹۲)
- دیوار شیشه ای (۱۳۹۶)
- خانواده دکتر ماهان (۱۳۹۵، همکاری مشترک با علی محمد قاسمی)
- ایلدا  (۱۳۹۸ تا ۱۳۹۹)